# Burr Ferry, Louisiana
Burr Ferry (în engleză Vernon Parish) este o parohie (echivalent al unui comitat) din statul Louisiana, Statele Unite ale Americii. Râul Sabine, în această locație este locul a două listări din Registrul Național al Locurilor Istorice: Burr's Ferry Bridge și Burr's Ferry Earthworks. 

## Demografie
Date: Wikidata - grafică realizată de Wikipedia